# Deltote retroversa
Deltote retroversa is een vlinder uit de familie van de uilen (Noctuidae). De wetenschappelijke naam van deze soort is voor het eerst voorgesteld als Eustrotia retroversa door Harrison Gray Dyar Jr. in een publicatie uit 1920.
De soort komt voor in Mexico.